# 2018 год в истории общественного транспорта
В этой статье перечисляются основные события из истории общественного транспорта (прежде всего трамваев, троллейбусов и автобусов), а также переименования, ввода и отмены остановок наземного транспорта в 2018 году. Информация об истории метрополитенов и железнодорожного транспорта находится в отдельных статьях.

## События

### Белоруссия
- 1 марта — начало реконструкции трамвайных путей на участке от улицы Захарова до улицы Бобруйской в Минске. В связи с реконструкцией отменяется движение трамваев № 1, 4 и 7 и организовывается работа временного автобусного маршрута № 901 (Вокзал — пл. Змитрока Бядули).
- 4 марта — отменены троллейбусные маршруты № 16 и 17 в Гродно.
- 1 ноября — завершена реконструкция трамвайных путей на участке от улицы Захарова до улицы Бобруйской в Минске. Возобновляется работа трамваев № 1, 4 и 7 и отменяется работа автобуса № 901.
- 15 ноября — в Витебске закрыт трамвайный маршрут № 4 из-за введения троллейбусного маршрута № 13.

### Россия
- 1 октября — в Комсомольске-на-Амуре движение всех трамваев приостановлено на неопределённый срок[1].
- 14 ноября — в Твери трамвайное движение по единственному маршруту №5 остановлено на неопределённый срок[2].

### Мир
- 20 марта — открыта система трамвая[англ.] в городе Уаргла (Алжир)[3].
- 8 мая — открыта система трамвая[англ.] в городе Сетиф (Алжир)[4].
- 2 ноября — открыта система трамвая[англ.] в городе Милуоки (США)[5].
- 9 ноября — открыта система трамвая[англ.] в городе Эль-Пасо (США)[6].
- 14 декабря — открыта система трамвая[англ.] в городе Оклахома-Сити (США)[7].